# East Windsor
East Windsor är en kommun (town) i Hartford County i delstaten Connecticut, USA med cirka 9 818 invånare (2000). Den har enligt United States Census Bureau en area på totalt 69,5 km² varav 1,4 km² är vatten.